# Mirko Alilović
Mirko Alilović (Ljubuški, 1985. szeptember 15. –) horvát válogatott kézilabdázókapus. 
Pályafutását szülővárosa csapatában a Bosznia-hercegovinai HRK Izviđač együttesében kezdte. Háromszoros bosnyák bajnok. 2005-ben Spanyolországba, az Ademar Leónhoz igazolt, ahol öt szezont töltött. A 2010/11-es idényben az RK Celje játékosa volt. 2011-től a Telekom Veszprém KC csapatát erősítette. 2018-tól öt évig a Pick Szeged játékosa volt.
A horvát válogatottal számos tornán vett rész. A 2009-es vb-n, a 2008-as illetve a 2010-es Európa-bajnokságon ezüstérmet szerzett.

## Sikerei

### Válogatottban
- Világbajnokság: 
  - 2. hely: 2009

- Európa-bajnokság
  - 2. hely: 2008, 2010

### Klubcsapatban
- Bosnyák bajnok: (2002, 2004, 2005)
- Magyar bajnok: (2012, 2013, 2014, 2015, 2016, 2017, 2021, 2022)
- Magyar kupagyőztes: (2012, 2013, 2014, 2015, 2016, 2017, 2018, 2019)
- EHF-bajnokok ligája döntős: (2015, 2016)
- SEHA-liga: (2015, 2016)
- Magyar Kupa-győztes: (2019)[1]